# Кахолонг

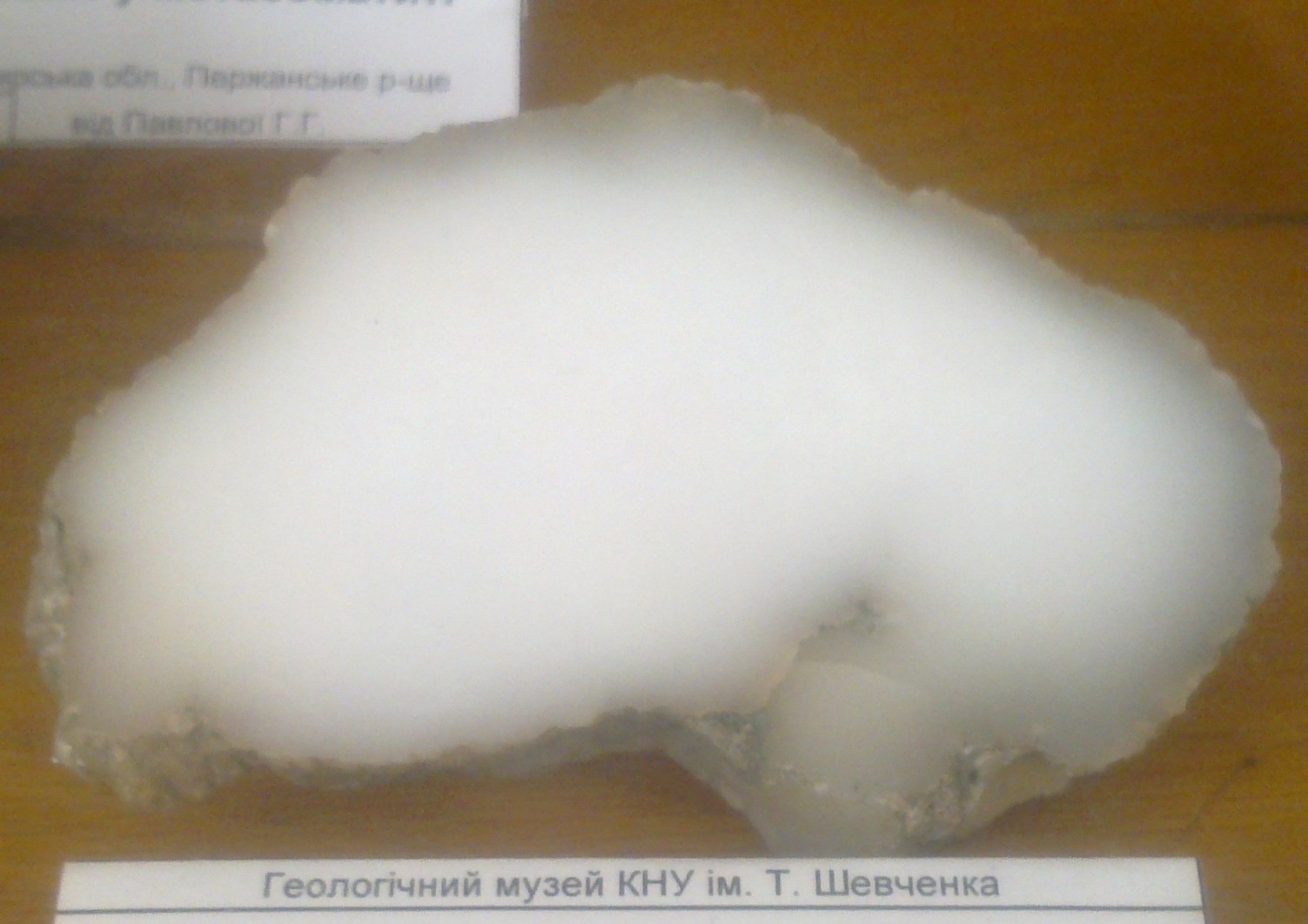

Кахоло́нг, калми́цький агáт — молочно-біла непрозора суміш тонкозернистого халцедону і опалу. Перехідна форма від опалу до безводного халцедону.
Твердість близько 6.
Знахідки: Австрія, Чехія, Монголія, Узбекистан.
Названий за річкою Ках (Калмицький степ).

## Інтернет-джерела
- http://www.webois.org.ua/jewellery/stones/katalog-kaholong.htm [Архівовано 12 грудня 2009 у Wayback Machine.]

| Кристал | Це незавершена стаття про мінерал. Ви можете допомогти проєкту, виправивши або дописавши її. |